# Pieve di Santo Stefano (Filattiera)
La pieve di Santo Stefano si trova in località Sorano di Filattiera ed è una delle più importanti pievi romaniche della provincia di Massa Carrara. 

## Storia
La Pieve di Santo Stefano a Sorano è situata sul fondovalle del Magra, lungo la via Francigena. 

L'area aveva ospitato una fattoria romana, abitata forse dalla Gens Suria (I secolo a.C.). Più tardi fu costruito un castello a presidio della linea difensiva bizantina, il Kastròn Soreon, ricordato dal geografo imperiale del VII secolo Giorgio Ciprio. 
Prima dell'attuale Pieve probabilmente in questo luogo esisteva un'altra chiesa altomedievale (VIII-IX secolo) dalla quale potrebbe provenire quell'epigrafe detta di Leodegar (752 d.C.) che è oggi nella Chiesa di San Giorgio a Filattiera.
Santo Stefano di Sorano viene citata alla fine del X secolo da Sigeric, arcivescovo di Canterbury, che transitò in questa località nel suo viaggio di ritorno da Roma.
La Pieve venne edificata in forme romaniche fra l'XI e il XII secolo, nell’ambito della riorganizzazione ecclesiastica della Diocesi di Luni, di cui questa chiesa rappresenta forse la più importante dipendenza in Lunigiana.
La chiesa è attestata per la prima volta fra le Pievi confermate nel 1148 da papa Eugenio III al vescovo della Diocesi di Luni; è poi menzionata in tutti i principali documenti legati alla Diocesi di Luni. 
Vivrà il suo periodo di massimo splendore fino al XIV secolo, quando inizia ad essere abbandonata e viene gradualmente trasformata in cappella cimiteriale.

## Architettura

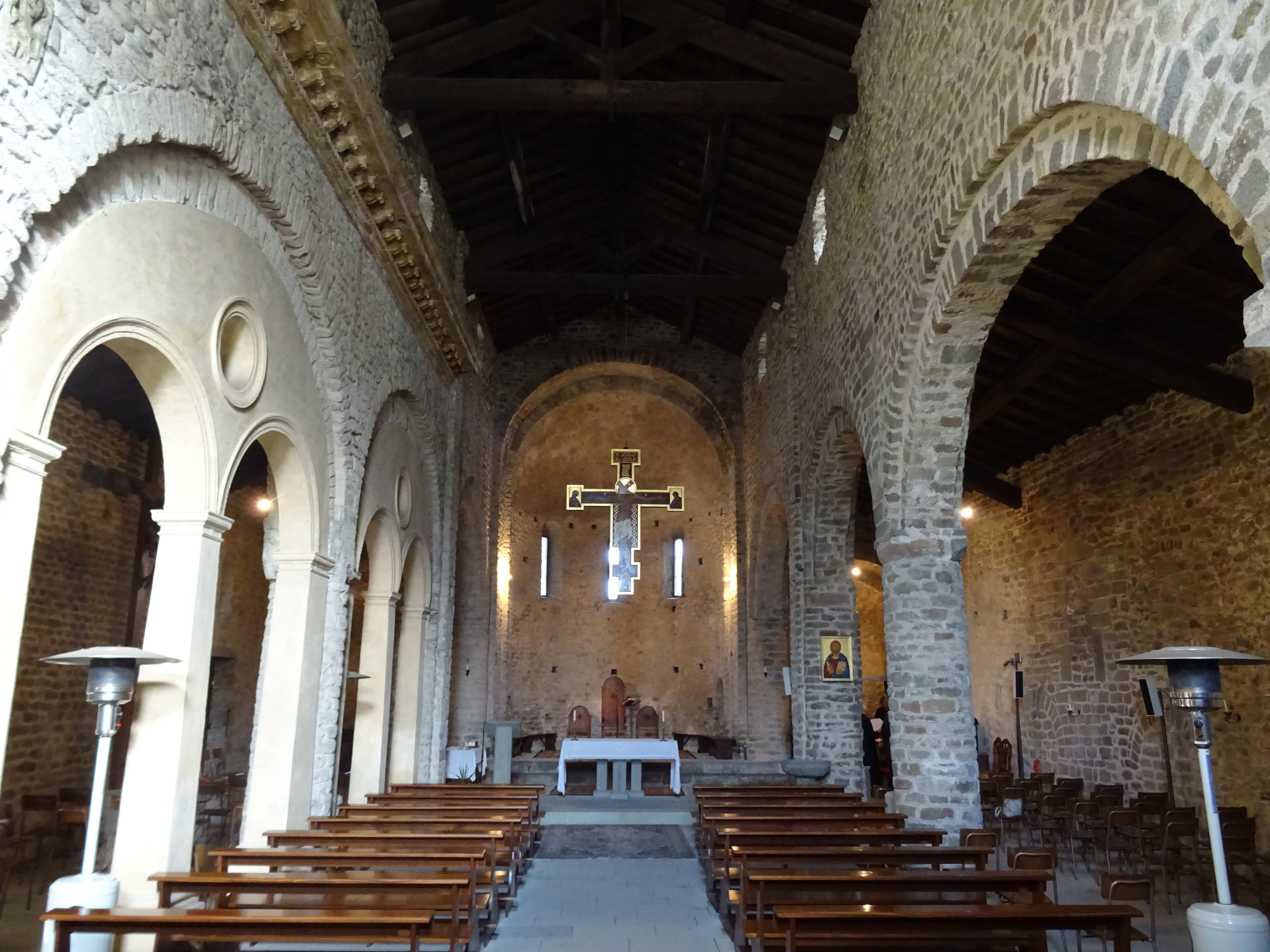
Interno

Tutto l’edificio è realizzato con una tecnica molto particolare, con ciottoli di fiume non squadrati e collocati in opera legati con malta. Le coperture sono in lastre di ardesia.

La pianta è di tipo basilicale a tre navate (le laterali in parte riadattate a cappelle in epoca moderna), senza transetto; la navata centrale è di dimensioni maggiori delle altre due ed il presbiterio è leggermente sopraelevato. 
Sulla facciata a salienti si notano un rosone a quattro lobi e alcune aperture tamponate nella muratura. All'angolo sinistro è uno dei contrafforti esterni di sostegno.
Nella contro facciata interna di sinistra, in un angolo, sono esposte le statue stele denominate Sorano I e Sorano V, recentemente rinvenute nell’area della chiesa.

Il sobrio interno riceve luce dalle poche aperture nell'alto della navata centrale.
Grandi archi a doppia ghiera poggiano su pilastri rotondi con bassi capitelli, alcuni dei quali recano lettere incise. Sul lato sinistro alcuni archi in muratura del XVIII secolo sono inseriti tra quelli romanici.

L'apparato decorativo interno è limitato ad alcune immagini; da notare in particolare una figura mostruosa sul lato sinistro della parte alta della navata centrale.
La parte architettonicamente più interessante della Pieve è costituita dalle tre absidi: lesene e archi incorniciano la profonda strombatura delle finestre. Un piccolo campanile a vela arricchisce questa zona dell'edificio. Accanto, ma separato, è il possente campanile, forse in origine torre di difesa, la cui sommità era aperta da ampie finestre ad arco, oggi chiuse.
Un accurato e ampio restauro concluso nell'anno 2000 ha restituito l’aspetto originario all'edificio. 
Durante i lavori di restauro sono anche state ritrovate fondamenta di epoche precedenti e tombe ben conservate. Si suppone che una di queste sia di Leodegar, il primo vescovo che arrivò nella valle di Lunigiana e che idola fregit, cioè distrusse le statue pagane e introdusse la religione cristiana.

## Galleria d'immagini

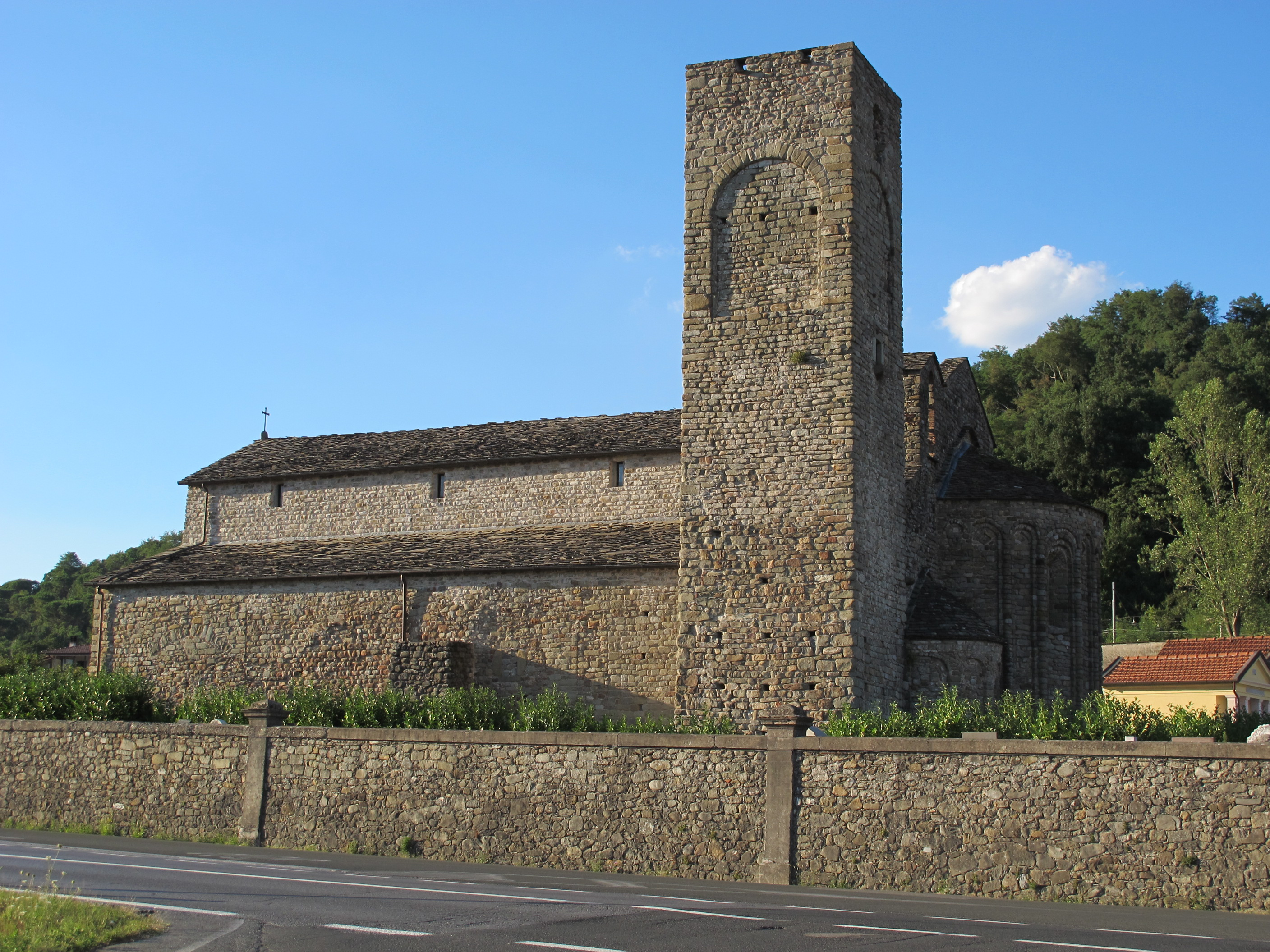
Veduta laterale della Pieve di Santo Stefano
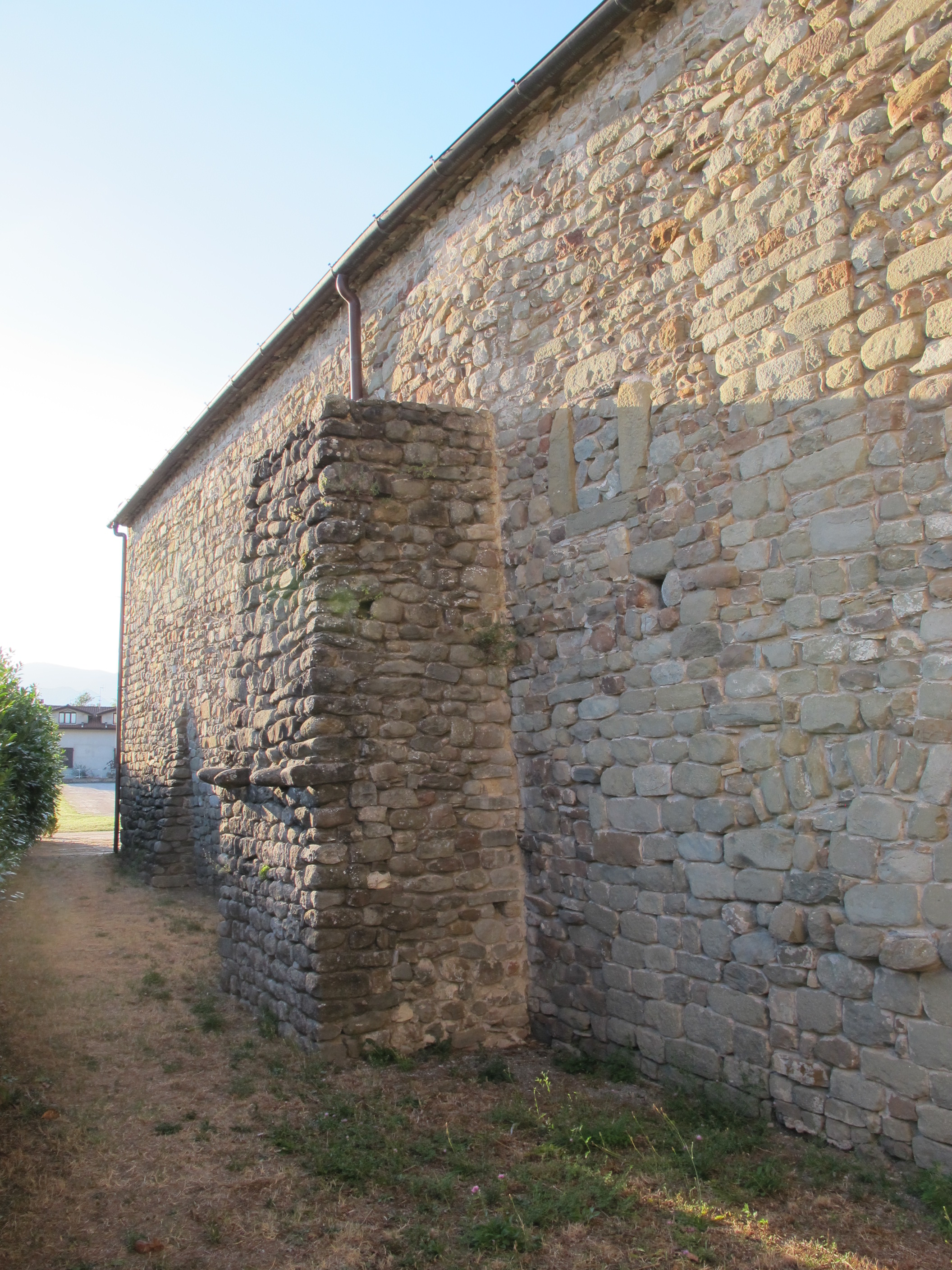
Contrafforte laterale
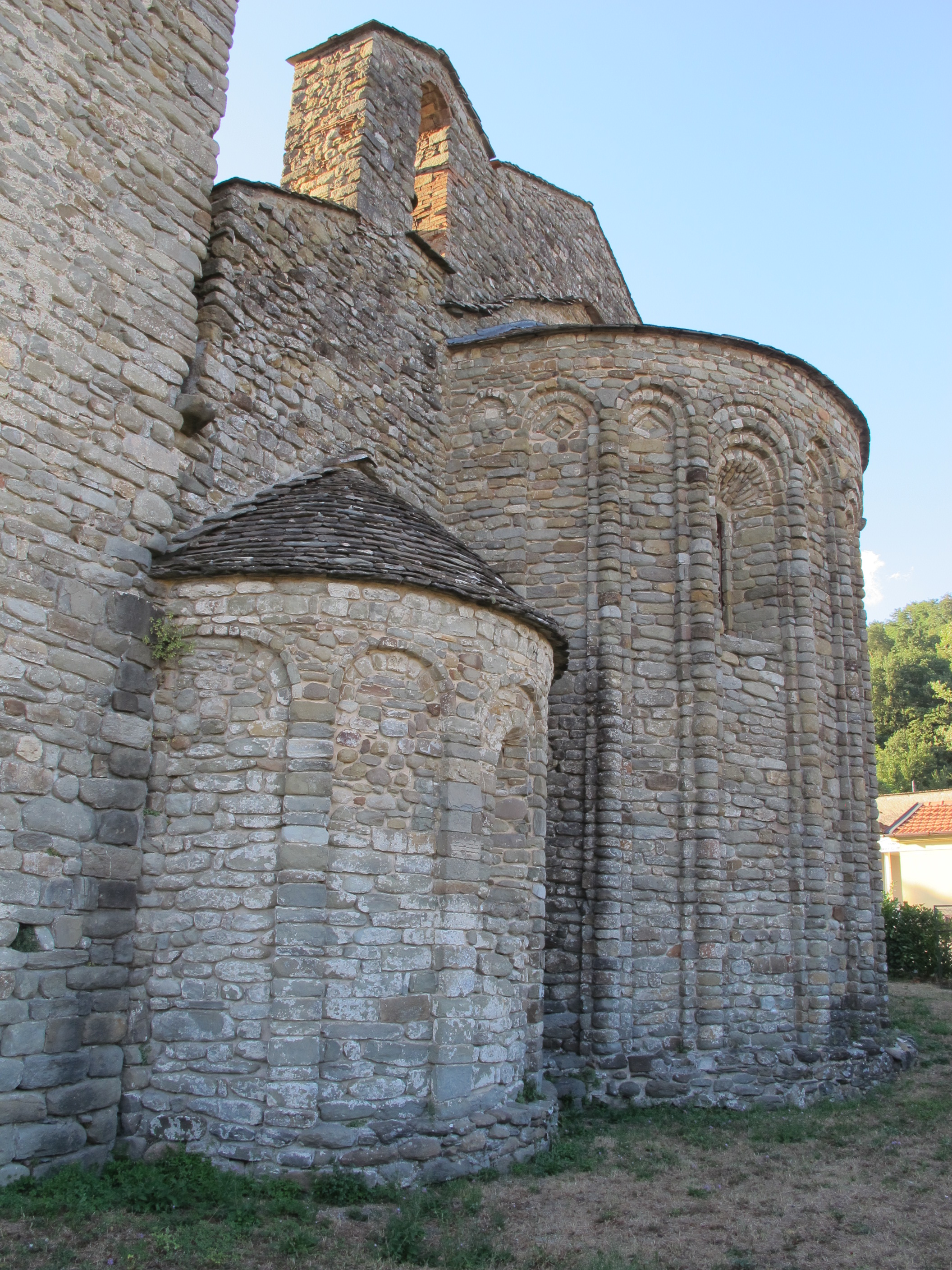
Le absidi e il campanilino a vela
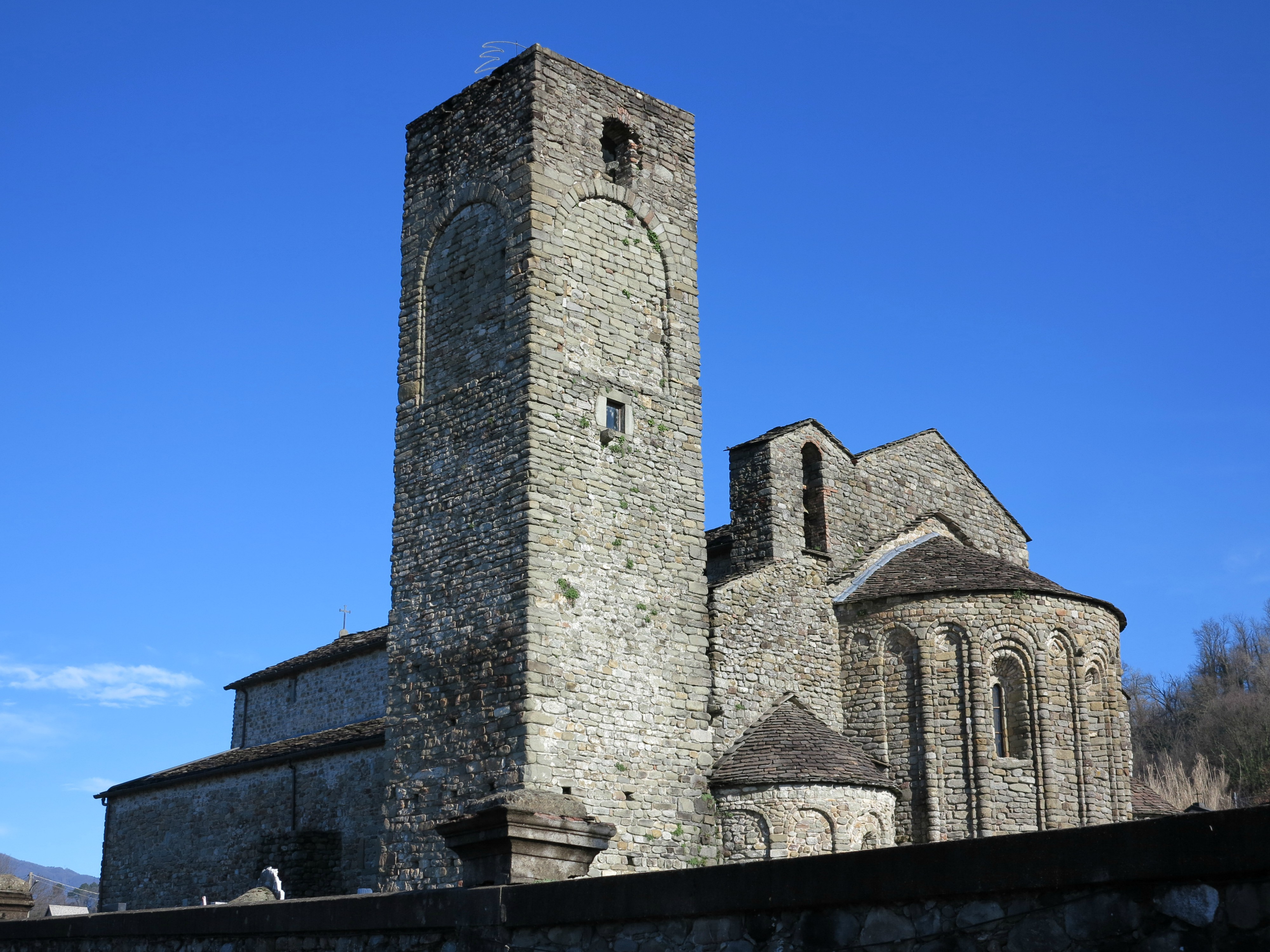
Veduta absidale e torre